# 해나 카설카

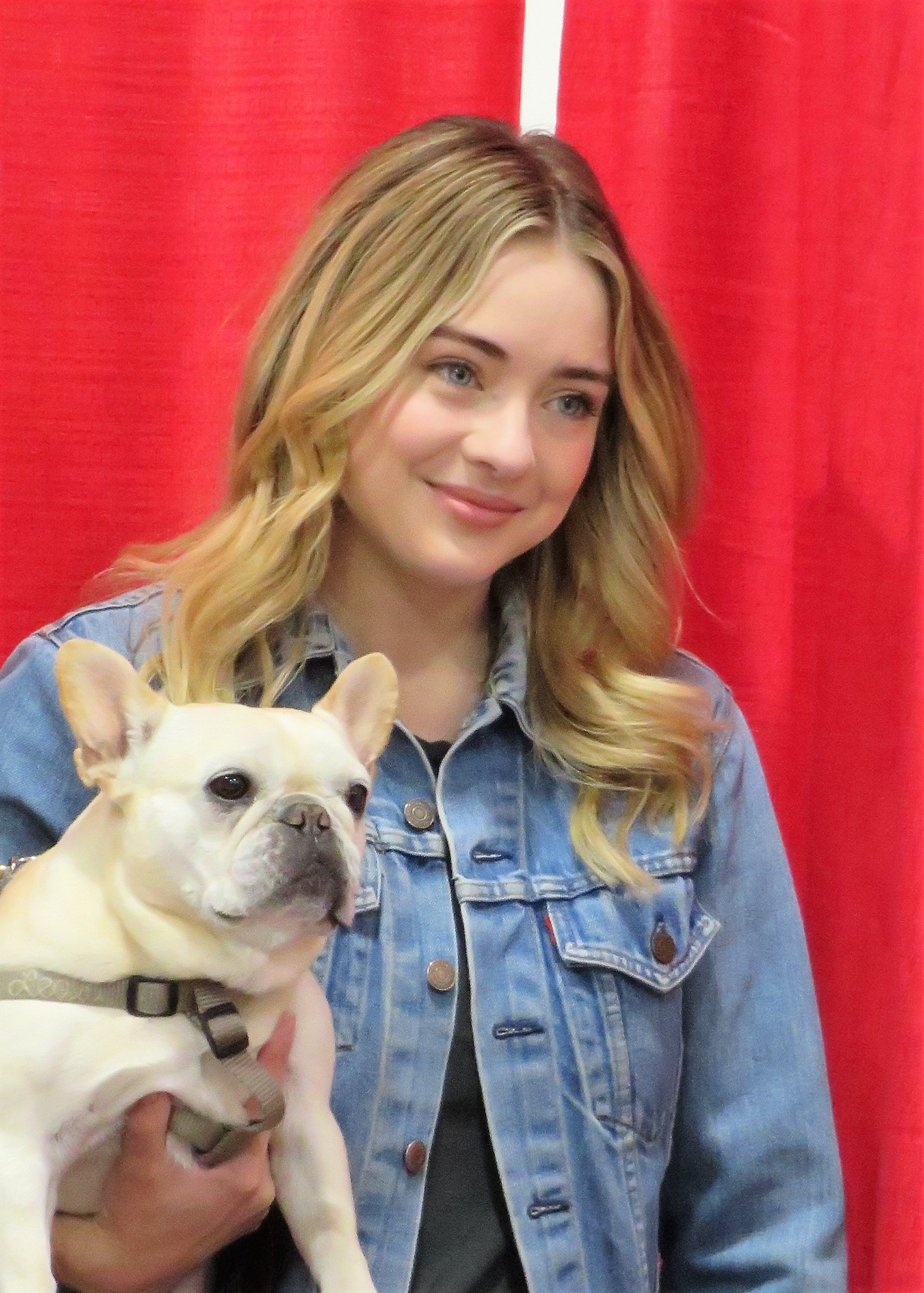

해나 카설카(Hannah Kasulka, 1901년 1월 1일 ~ )는 미국의 배우, 텔레비전 배우, 영화배우이다.
메이컨에서 태어났다.

## 방송
- 엑소시스트 시즌2
- 엑소시스트
- 더 포스터스 시즌2

## 영화
- 숲속의 마녀들 (2019년)
- 엑소시스트 (2016년)
- 플러스 원 (2013년)
- 마이 페이크 피앙세 (2009년) - 브라이드메이드 역